# Alberto Santelli
Alberto Santelli (14 giugno 1956) è un ex calciatore uruguaiano,  di ruolo centrocampista.

## Carriera

### Club
Ha giocato in diverse squadre dell'Uruguay e della Colombia:
Uruguay: 
Peñarol (1974-1975),
Defensor Sporting (1975-1977, 1983),
Cerro Montevideo (1985)
Colombia:
Junior (1977-1978),
Santafe (1979-1980),
Medellin (1981-1982),
Pereira (1984)

### Nazionale
Ha giocato 13 partite per la Nazionale uruguaiana tra il 1975 e il 1983.